# Vepric

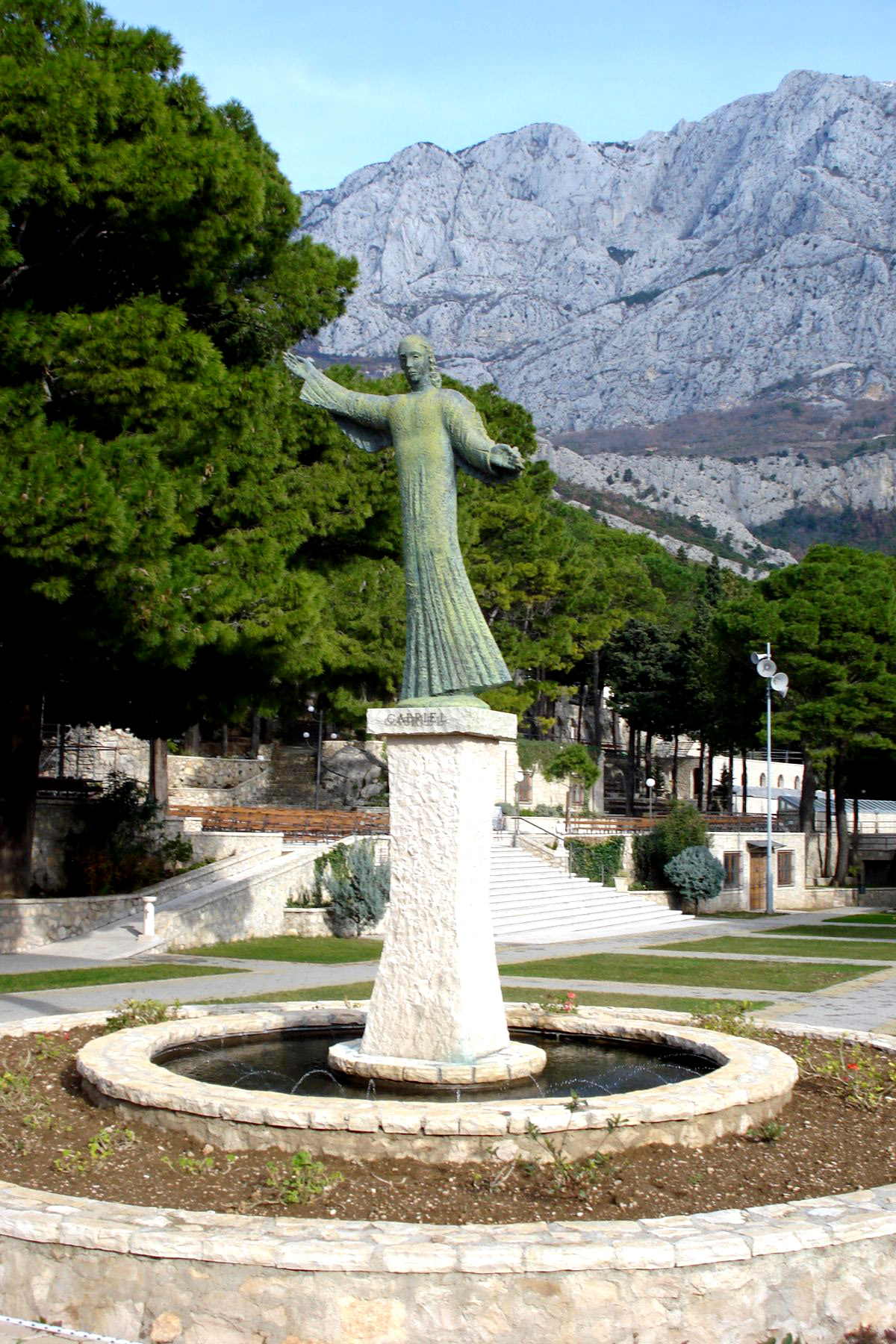
Erzengel Gabriel in Vepric

Vepric ist ein Marien-Wallfahrtsort im Küstengebiet der kroatischen Gespanschaft Split-Dalmatien.
Vepric liegt einige Kilometer nordwestlich von Makarska am Fuße des Biokovo-Gebirges.
1908 gründete der kroatische Bischof Juraj Carić (1867–1921), der hier später auch beigesetzt wurde, Vepric nach dem Vorbild des Wallfahrtsortes Lourdes.